# Clifford E. Charlesworth
Clifford Eugene Charlesworth (n. 29 noiembrie 1931, Red Wing⁠(d), Minnesota, SUA – d. 28 ianuarie 1991, Friendswood⁠(d), Texas, SUA) a fost un director de zbor al NASA în timpul programelor Gemini și Apollo, inclusiv al misiunii de aselenizare Apollo 11.

## Biografie
Clifford Eugene Charlesworth s-a născut pe 29 noiembrie 1931, în Red Wing, Minnesota, și a crescut în statul Mississippi. A urmat studii la Mississippi College, pe care le-a absolvit cu o diplomă de licență în fizică în anul 1958. După ce a lucrat un timp ca funcționar civil în Marina Statelor Unite ale Americii și a participat la programul dezvoltării și îmbunătățirii rachetelor Pershing al Armatei Statelor Unite ale Americii, s-a alăturat NASA în 1962. El a lucrat la Centrul Spațial din Houston, Texas până în anul 1970. A îndeplinit funcția de director de zbor în cadrul misiunilor spațiale Gemini 11 și Gemini 12 și a fost unul dintre directorii de zbor ai misiunii Apollo 8, prima misiune pe orbita Lunii; Apollo 11, prima misiune pe Lună; și Apollo 12, cea de-a doua misiune de aselenizare. Din 1970 până în 1972 el a fost director al programului de lansare și dirijare a sateliților de observare terestră. Apoi a lucrat ca șef adjunct al secțiunii încărcături a programului Space Shuttle, în calitate de director adjunct al Centrului Spațial „Lyndon B. Johnson”, și ca director al operațiunilor spațiale înainte de a se pensiona în 1988.
Pentru serviciile sale efectuate în cadrul NASA, Charlesworth a primit Medalia pentru servicii excepționale a agenției în 1969, Medalia pentru conducere remarcabilă în 1981 și Medalia pentru servicii remarcabile în 1982. El a fost membru al American Astronautical Society și al American Institute of Aeronautics and Astronautics.
A murit în urma unui atac de cord pe data de 28 ianuarie 1991, la casa lui din Friendswood, Texas. A fost înmormântat în Cimitirul Park East din Webster, Texas, alături de soția lui, Jewell, care murise în 1988.